# Brous
Le brous (ou cachetti) est un fromage fort élaboré dans les départements des Alpes-Maritimes et du Var.

## Origine et historique

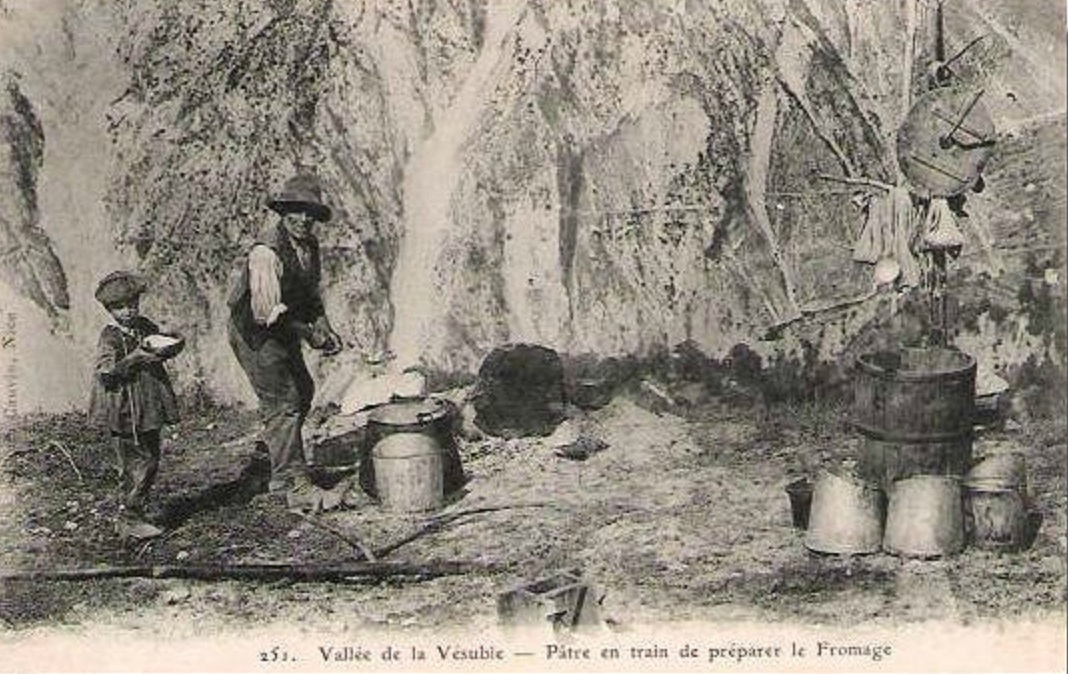
Le brous ou cachetti, fromage fort des vallées de la Tinée et de la Vésubie.

Dans le Haut Pays niçois, à la limite des Alpes-de-Haute-Provence, l'élevage montagnard depuis des siècles a permis de produire des fromages grâce à l'abondance du lait des troupeaux de vaches, de brebis et surtout de chèvres qui y séjournaient à l'estive. Mais ces tommes se conservaient mal. Les bergers ou leur famille confectionnaient alors, pour pas perdre, avec ces produits laitiers invendables un redoutable fromage. C'était le brous ou cachetti.
Le brous est donc historiquement le fromage des bergers. Il est encore de nos jours fabriqué dans les villages de l'arrière-pays niçois.
Il existe un brous plus rare, car élaboré en dehors de la vallée de la Tinée et celle de la Vésubie, mais sa fabrication est tombée en désuétude à cause de son odeur de pierre à fusil. 

## Ingrédients
À la base, le brous nécessite des tommes du Haut Pays et du caillé frais. Ce dernier peut  provenir  soit du lait de vache, de chèvre ou de brebis, soit de leur mélange. Les proportions sont très variables, car c'est une préparation fromagère avant tout familiale.
Par contre, le brous se doit d'être relevé. Pour cela, il y est ajouté une dizaine de gousses d'ail haché, du poivre et des épices ainsi que de la branda, eau-de-vie de marc spécifique au pays niçois. 

## Préparation
Selon le témoignage d'un berger de Mollières : « Ils les (fromages) défaisaient tous pour que ça s'égoutte bien et puis ils mettaient ça dans une espèce de mastro et après ils broyaient, ils faisaient comme de la pâte et ils laissaient ça dans un coin avec du sel et ça fermentait. À l'automne, c'était fait, c'est ça le brous. ».
En fait, c'était une recuite faite à base des restes de fromage ou de croûtes, mêlés à du caillé et à un restant de cuisson précédente, dans lequel on rajoutait du vin blanc et du vinaigre lors de la dernière cuisson. La fermentation ne commence qu'au bout de quelques semaines.

## Consommation
Autrefois à la veillée, on faisait griller ou passer au four des tartines de pain de seigle sur lesquelles on étalait du brous. Juste avant de déguster, on plaçait le pain à l'envers, le fromage en direction de la braise, pour le chauffer des deux côtés. Le berger de Mollières commente : « L'hiver, en bouche, c'était tenace, mais il n'y a rien de comparable, ni de meilleur. ». Les véritables amateurs ne le consomment qu'après une année. Certains prétendent même que le brous aurait des vertus aphrodisiaques. 
Cette préparation fromagère s'incorpore aussi dans des mets de la gastronomie niçoise tels que la ménardoun, gratin de blettes au fromage.

## Brous et rebrous
On fabrique en Provence, notamment dans le Var, une autre espèce de fromage fort connue sous le nom de brous et rebrous. 
Dans la réalité ces deux noms servent à désigner deux sortes de préparation fromagère : l'une à base uniquement de caillé et l'autre à base de seul fromage. Mais toutes les deux ont en commun qu'elles donnent un fromage à pâte molle et de saveur piquante et forte.

## Fêtes du brous
À Belvédère, à la Saint-Michel, se tient une fête pour le retour de transhumance des troupeaux. C'est la fête du brous, au cours de laquelle les bergers vendent leur production élaborée à l'alpage.
Depuis 2008, le brous est fêté chaque année, à la mi-août, lors du Festival de musique, de chant et de brous à Ilonse. Fabriqué localement, il est servi à foison lors de l'apéritif.